# Ануфриево (Островский район)
Ануфриево — деревня в Горайской волости Островского района Псковской области.
Расположена в 14 км к югу от города Остров и в 2 км к югу от деревни Зайцы.
Численность населения деревни по состоянию на 2000 год составляла 2 человека.
До 3 июня 2010 года деревня входила в состав ныне упразднённой Синерецкой волости с центром в д.Гривы.